# Duff McKagan
Michael Andrew „Duff“ McKagan (* 5. únor 1964, Seattle) je americký baskytarista, který se proslavil svým působením v kapele Guns N' Roses, kterou opustil v roce 1997. V roce 2016 se ke kapele vrátil. Duff nahrál 2 sólová alba – Believe In Me (1993) a Beautiful Disease (vinou spojení Universalu a Polygramu nevyšlo), hrál s kapelami Neurotic Outsiders, Loaded, 10 Minute Warning a dalšími. Zároveň působil spolu s dalšími ex-členy Guns N' Roses v kapele Velvet Revolver.

## Začátky
Duff se narodil v Seattle jako nejmladší z osmi dětí Elmera a Alice Marie McKaganových. Jména jeho bratrů a sester: Jon, Carol, Mark, Bruce, Joan Shelton, Claudia Christianson a Matt.
Byl to jeho bratr Bruce, který ho dovedl k baskytaře. I když baskytara byla a stále zůstává jako jeho hlavní nástroj, tak Duff hrál také na bicí v několika kapelách včetně legendární pop-punkové skupiny Fastbacks, ke které se přidal jako patnáctiletý v roce 1980. Svoje rodné město popisuje jako „drsné, rock 'n' rollové město s moderní avantgardní skupinou“.
Duff si to v devatenácti namířil do Kalifornie, kde hrál v mnoha rockových skupinách po celém Los Angeles včetně Ten Minute Warning a v hard-core punkové skupině The Fartz. Po odpovědi na inzerát v místním časopise potkal kytaristu Slashe a bubeníka Steva Adlera skupiny Road Crew. Duff předpokládal, že se budou orientovat na punk se slabostí pro 70. léta, ale místo toho našel dva dlouhovlasé chlapíky.
„Když jsem potkal Slashe a Steva poprvé,“ řekl, „bylo to divné, protože předtím jsem nikdy takové chlapíky nepotkal - z místních v L.A. Tu noc jsme vyšli ven a ožrali se, potom jsme měli tuto proklatou skupinu. Byla to Slashova skupina, Road Crew.“

## Guns N' Roses
Ze skupin L.A. Guns a Hollywood Rose se poté Axl Rose a Izzy Stradlin přidali k Duffovi, Slashovi a Stevovi, aby založili Guns N' Roses. Konečná sestava byla formovaná 6. června 1985. Duff se stal basákem skupiny a po dvou dnech příprav odehráli svůj první koncert v nočním klubu Troubadour.
Duff do skupiny přinesl punk rock jako velký fanoušek skupiny Sex Pistols a Sida Viciouse.
Poprvé se oženil 28. května 1988 s Mandy Brix, která pracovala v japonské restauraci a měla svoje vlastní rapové trio nazvané The Lame Flames. Rozvedli se v roce 1990. Znovu se oženil v září 1992 s Lindou Johnson, se kterou se rozvedl v září 1995.

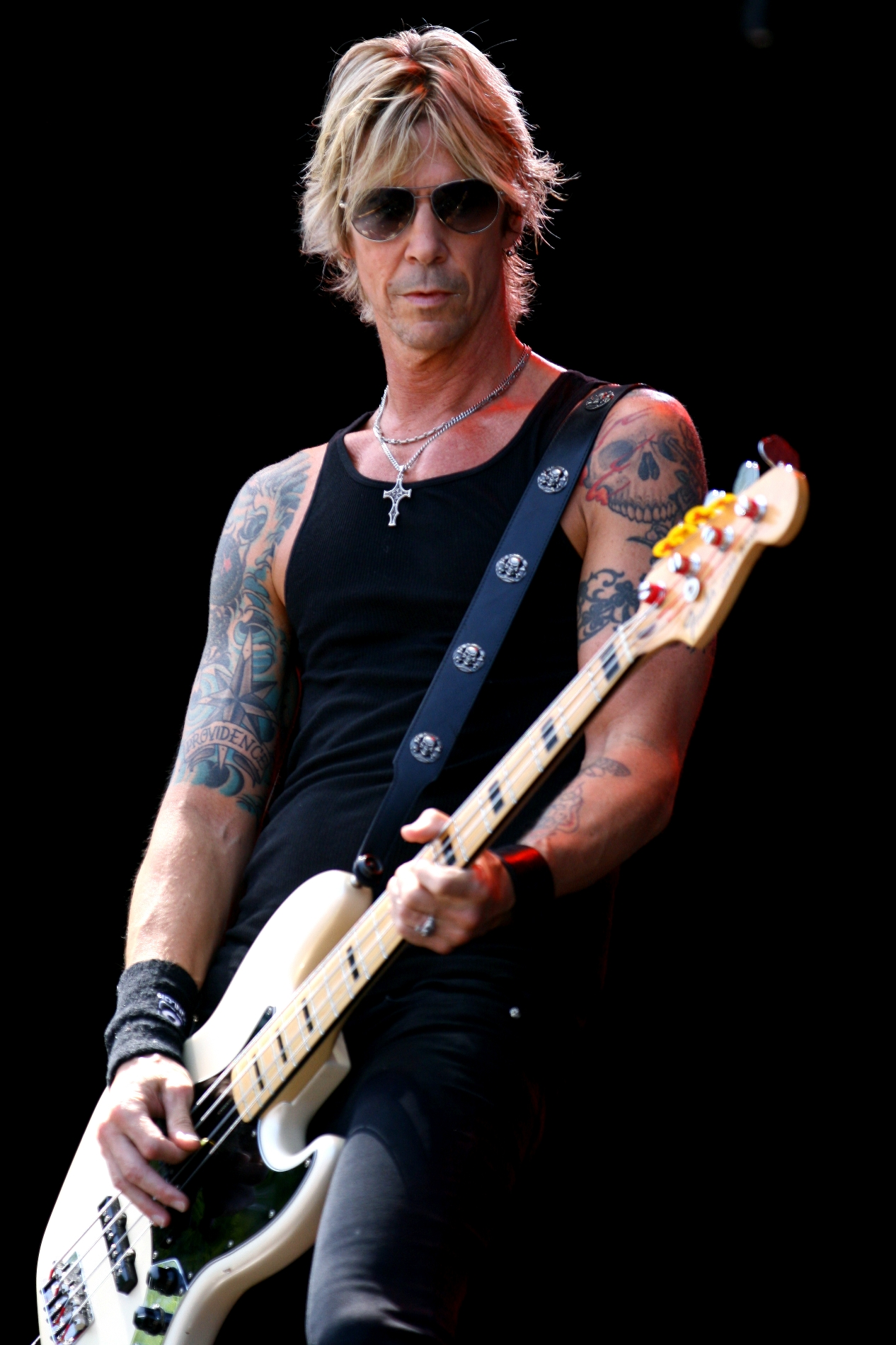
Duff McKagan v roce 2014

Sužovaný drogami a závislostí na alkoholu Duff přežil osm roků ve stále se měnící kapele a také je neblaze známý jeho výstup na American Music Awards v roce 1989. Po obdržení druhé ceny pro Guns N' Roses, Duff a Slash vyšli na pódium zjevně pod vlivem alkoholu, držíce alkoholické nápoje a cigarety. Během dvaceti sekund, než byli přerušeni, Slash stihl ve své řeči dvakrát zanadávat. Po první nadávce se z obecenstva ozvalo lapání po dechu, Slash si zakryl ústa a se smíchem řekl „oops“. Duff se smál spolu s ním . Od té doby se mnohé živé přenosy vysílají se zpožděním, aby se zabránilo podobným incidentům. Steve a Izzy kapelu opustili v roce 1990, resp. v roce 1991. Mezi tím v roce 1990 Duff a Slash spolupracovali na albu „Brick by Brick“ zpěváka Iggyho Popa.

## Sólová kariéra
Po lhostejném pobytu v drogové léčebně Duff v roce 1993 nastartoval sólo kariéru s „Believe in Me“. V roce 1994 musel podstoupit mimořádnou operaci slinivky. Doktoři mu řekli, že kdyby nepřestal pít, do měsíce by zemřel, a tak se Duff stal rychle rozvážným.
V následujících letech Duff ze všeho vystřízlivěl, stal se otcem a koncentroval se na svou sólovou kariéru. Na pomoc si přizval bubeníka Abe Laboriel Jr., Michaela Barragana a Izzy Stradlina a v roce 1999 vydal ve vydavatelství Geffen Records album Beautiful Disease.
V roce 1995 spolupracoval se Slashem v jeho kapele Slash's Snakepit a podílel se i na písni „beggars and hangers-on“, kterou si také zahrál naživo v Palace během toho roku. Dále pokračoval v Neurotic Outsiders, heavy metalové superskupině, jejíž členy byli GN'R bubeník Matt Sorum, kytarista Sex Pistols Steve Jones a basák Duran Duran John Taylor. Hrávali v L.A. klubech a v roce 1996 se vydali na turné po Americe. Potom založil další skupiny jako Black Dog, 10 Minute Warning a Loaded.
Duff si také v roce 1997 vyzkoušel herectví. Zahrál si mrtvého rockového upíra v TV seriálu „Sliders“. 27. srpna 1997 se mu narodilo první dítě Grace se Susan Holmes, se kterou se oženil 28. srpna 1999 a 16. července 2000 se jim narodilo další, Mae Marie.
V letech 1994–1999 žil mezi Los Angeles a Seattle, protože jeho matka bojovala s Parkinsonovou chorobou a cítil, že musel být s ní. Matka zemřela na začátku dubna 1999 a od té doby Duff žije v Seattlu.
V roce 2000 založil další skupinu Mad for racket, známou také jako The Racketeers a vystoupili na koncertu v Londýně. Duff na tom koncertu nehrál. V roce 2001 se znovu spojil s Loaded pro vystoupení v klubech v Seattlu.
V srpnu 2001 se vydali na turné do Japonska, kde vystupoval i s Izzym, aby podpořil jeho nové album River.
Duff také produkoval kontroverzní debut „Get Off“ od Betty Blowtorch a objevil se i v dokumentu Betty Blowtorch And Her Amazing True Life Adventures, který režíroval Anthony Scarpa.
V roce 1997 měl na starost baskytaru a doprovodný zpěv v písni Poison od Alice Coopera. Je ho možné vidět i ve videoklipu k písni.

## Velvet Revolver
Od roku 2002 byl členem rockové skupiny Velvet Revolver, jejíž členy byli Slash, Matt Sorum, kytarista Dave Kushner a bývalý zpěvák Stone Temple Pilots Scott Weiland. V roce 2004 vydali debutové album Contraband, které se umístilo na vrcholu žebříčku Billboard 200. Druhé album nazvané Libertad vyšlo v roce 2007.

## Diskografie

### Solo
- Believe in Me (1993)
- Beautiful Disease (1999; nevydáno)
- How To Be A Man (EP, 2015)
- Tenderness (2019)
- This Is The Song  ( EP , 2023)
- Lighthouse (2023)

### Guns N' Roses
- Appetite for Destruction (1987)
- G N' R Lies (1988)
- Use Your Illusion I (1991)
- Use Your Illusion II (1991)
- "The Spaghetti Incident?" (1993)

### The Fartz
- You, We See You Crawling (1990)

### Neurotic Outsiders
- Neurotic Outsiders (1996)

### 10 Minute Warning
- 10 Minute Warning (1998)

### Loaded
- Dark Days (2001)
- Sick (2009)
- The Taking (2011)

### Izzy Stradlin
- 117 (1998)
- Ride On (1999)
- River (2001)
- On Down the Road (2002)
- Wave of Heat (2010)

### Velvet Revolver
- Contraband (2004)
- Libertad (2007)

### Walking Papers
- Walking Papers (2013)
- WP2 (2018)

### Sebastian Bach
- Give 'Em Hell (2014)

### Ozzy Osbourne
- Ordinary Man (2020)
- Patient Number 9 (2022)